# Aulonocara rostratum
Aulonocara rostratum è una specie di pesci della famiglia dei Ciclidi. La si osserva in Malawi e in Tanzania. Il suo habitat naturale sono i laghi di acqua dolce.